# Johann Promberger den yngre
Johann Promberger den yngre, född 5 september 1810 i Wien, död 29 december 1889 i Wien, var en österrikisk pianist. Han var son till Johann Promberger den äldre.

## Biografi
Johann Promberger den yngre föddes 1810 i Wien. Promberger var elev till Carl Czerny i piano och till Ignaz von Seyfried i komposition. Han vistades från 1843 i Sankt Petersburg. Promberger skrev framför allt kompositioner för piano i den moderna stilen. Han är upphovsman till omkring 200 kompositioner.